# LIV Golf 2023
Navigation
Édition précédente Édition suivante
Le LIV Golf 2023 est la seconde édition du LIV Golf, circuit masculin de golf, qui se déroule du 21 février au 22 octobre 2023 à travers le monde. Quatorze tournois sont programmés dont un ultime uniquement par équipe. Le plateau est composé de douze équipes de quatre golfeurs pour les épreuves par équipes au côté d'un classement individuel.
Ce circuit se veut pour ambition de concurrencer le PGA Tour, circuit hégémonique du golf masculin qui se déroule principalement aux États-Unis. Les golfeurs ayant pris part à l'édition 2022 sont reconduits pour cette nouvelle saison.

## Préparation de l'évènement
| Mayakoba Adelaide Singapour Andalucía Londres Greenbrier Miami Jeddah Tucson Orlando Tulsa Washington Bedminster Chicago |

Le LIV Golf 2023 ajoute six nouveaux tournois ce qui porte à quatorze tournois à travers le monde à son calendrier par rapport à l'édition 2022, dont un ultime uniquement par équipe.

### Choix des tournois
Les quatorze tournois sont programmés sur des parcours définis à l'avance. Il y a quasiment deux tournois par mois qui sont prévus.
La saison débute en février au Mexique à Mayakoba avant de se rendre aux États-Unis pour deux tournois à Tucson et Orlando. Fin avril, les joueurs se rendent en Australie à Adelaïde puis à Singapour avant deux nouveaux tournois aux États-Unis à Tulsa et Washington. En juillet, il est programmé deux tournois en Europe, le premier en Espagne puis le second à Londres au Royaume-Uni avant de revenir aux États-Unis à Greenbrier, Bedminster et Chicago. Les deux derniers tournois se déroulent à Jeddah en Arabie Saoudite puis Miami (uniquement par équipes pour ce dernier).

### Organisation
Le fonds public d'investissement d'Arabie saoudite dirigé par Yasir Al-Rumayyan reste le principal financeur de ce circuit et l'ancien golfeur australien Greg Norman en est toujours son directeur général pour cette seconde édition.

## Composition des équipes
| Equipe        | Membres                                   | Membres                                   | Membres                                   | Membres          | Membres                     |
| Equipe        | Capitaine(s)                              | Joueur 2                                  | Joueur 3                                  | Joueur 4         | Remplaçant                  |
| ------------- | ----------------------------------------- | ----------------------------------------- | ----------------------------------------- | ---------------- | --------------------------- |
| 4Aces GC      | Dustin Johnson                            | Patrick Reed                              | Peter Uihlein                             | Pat Perez        |                             |
| Cleeks GC     | Martin Kaymer                             | Bernd Wiesberger                          | Graeme McDowell                           | Richard Bland    | Laurie Canter               |
| Crushers GC   | Bryson DeChambeau                         | Paul Casey                                | Charles Howell III                        | Anirban Lahiri   | Andy Ogletree               |
| Fireballs GC  | Sergio García                             | Abraham Ancer                             | Carlos Ortiz                              | Eugenio Chacarra |                             |
| HyFlyers GC   | Phil Mickelson                            | Cameron Tringale                          | James Piot                                | Brendan Steele   |                             |
| Iron Heads GC | Kevin Na                                  | Scott Vincent                             | Sihwan Kim                                | Danny Lee        |                             |
| Majesticks GC | Henrik Stenson, Ian Poulter, Lee Westwood | Henrik Stenson, Ian Poulter, Lee Westwood | Henrik Stenson, Ian Poulter, Lee Westwood | Sam Horsfield    | Laurie Canter Andy Ogletree |
| RangeGoats GC | Bubba Watson                              | Talor Gooch                               | Harold Varner III                         | Thomas Pieters   | Wade Ormsby                 |
| Ripper GC     | Cameron Smith                             | Marc Leishman                             | Matt Jones                                | Jediah Morgan    |                             |
| Smash GC      | Brooks Koepka                             | Matthew Wolff                             | Jason Kokrak                              | Chase Koepka     | Kieran Vincent              |
| Stinger GC    | Louis Oosthuizen                          | Charl Schwartzel                          | Branden Grace                             | Dean Burmester   |                             |
| Torque GC     | Joaquín Niemann                           | Sebastián Muñoz                           | Mito Pereira                              | David Puig       |                             |

## Calendrier
L'édition 2023 se déroule du 23 février au 22 octobre 2023.
| Date       | Tournoi             | Dotation (US$) | Dotation (US$) | Vainqueur individuel   | Vainqueur par équipes |
| Date       | Tournoi             | Individuel     | Equipe         | Vainqueur individuel   | Vainqueur par équipes |
| ---------- | ------------------- | -------------- | -------------- | ---------------------- | --------------------- |
| 26/02/2023 | LIV Golf Mayakoba   | 20,000,000     | 5,000,000      | Charles Howell III (1) | Crushers GC           |
| 19/03/2023 | LIV Golf Tucson     | 20,000,000     | 5,000,000      | Danny Lee (1)          | Fireballs GC          |
| 02/04/2023 | LIV Golf Orlando    | 20,000,000     | 5,000,000      | Brooks Koepka (2)      | Torque GC             |
| 23/04/2023 | LIV Golf Adelaide   | 20,000,000     | 5,000,000      | Talor Gooch (1)        | 4Aces GC              |
| 30/04/2023 | LIV Golf Singapore  | 20,000,000     | 5,000,000      | Talor Gooch (2)        | RangeGoats GC         |
| 14/05/2023 | LIV Golf Tulsa      | 20,000,000     | 5,000,000      | Dustin Johnson (2)     | Stinger GC            |
| 28/05/2023 | LIV Golf Washington | 20,000,000     | 5,000,000      | Harold Varner III (1)  | Torque GC             |
| 02/07/2023 | LIV Golf Andalucía  | 20,000,000     | 5,000,000      | Talor Gooch (3)        | Torque GC             |
| 09/07/2023 | LIV Golf London     | 20,000,000     | 5,000,000      | Cameron Smith (2)      | 4Aces GC              |
| 06/08/2023 | LIV Golf Greenbrier | 20,000,000     | 5,000,000      | Bryson DeChambeau (1)  | Torque GC             |
| 13/08/2023 | LIV Golf Bedminster | 20,000,000     | 5,000,000      | Cameron Smith (3)      | Ripper GC             |
| 24/09/2023 | LIV Golf Chicago    | 20,000,000     | 5,000,000      | Bryson DeChambeau (2)  | Crushers GC           |
| 15/10/2023 | LIV Golf Jeddah     | 20,000,000     | 5,000,000      | Brooks Koepka (3)      | Fireballs GC          |
| 22/10/2023 | LIV Golf Miami      | -              | 50,000,000     | -                      | Crushers GC           |

## Classements saison 2023

### Attribution des points
| Position | Points | Gain              |
| 1er      | 40     | 4 000 000 dollars |
| 2e       | 30     | 2 250 000 dollars |
| 3e       | 24     | 1 500 000 dollars |
| 4e       | 18     | 1 000 000 dollars |
| 5e       | 16     | 800 000 dollars   |
| 6e       | 14     | 700 000 dollars   |
| 7e       | 13     | 600 000 dollars   |
| 8e       | 12     | 525 000 dollars   |
| 9e       | 11     | 442 500 dollars   |
| 10e      | 9      | 405 000 dollars   |
| 11e      | 8      | 380 000 dollars   |
| 12e      | 7      | 360 000 dollars   |
| 13e      | 6      | 340 000 dollars   |
| 14e      | 4      | 320 000 dollars   |
| 15e      | 4      | 300 000 dollars   |
| 16e      | 2      | 285 000 dollars   |
| 17e      | 3      | 270 000 dollars   |
| 18e      | 2      | 260 000 dollars   |
| 19e      | 2      | 250 000 dollars   |
| 20e      | 2      | 240 000 dollars   |
| 21e      | 1      | 230 000 dollars   |
| 22e      | 1      | 220 000 dollars   |
| 23e      | 1      | 210 000 dollars   |
| 24e      | 1      | 200 000 dollars   |
| 25e      | 0      | 195 000 dollars   |
| 26e      | 0      | 190 000 dollars   |
| 27e      | 0      | 185 000 dollars   |

| Position | Points | Gain            |
| 28e      | 0      | 180 000 dollars |
| 29e      | 0      | 175 000 dollars |
| 30e      | 0      | 170 000 dollars |
| 31e      | 0      | 165 000 dollars |
| 32e      | 0      | 160 000 dollars |
| 33e      | 0      | 155 000 dollars |
| 34e      | 0      | 150 000 dollars |
| 35e      | 0      | 148 000 dollars |
| 36e      | 0      | 145 000 dollars |
| 37e      | 0      | 143 000 dollars |
| 38e      | 0      | 140 000 dollars |
| 39e      | 0      | 138 000 dollars |
| 40e      | 0      | 135 000 dollars |
| 41e      | 0      | 133 000 dollars |
| 42e      | 0      | 130 000 dollars |
| 43e      | 0      | 128 000 dollars |
| 44e      | 0      | 128 000 dollars |
| 45e      | 0      | 125 000 dollars |
| 46e      | 0      | 125 000 dollars |
| 47e      | 0      | 123 000 dollars |
| 48e      | 0      | 120 000 dollars |
| 49e      | 0      | 60 000 dollars  |
| 50e      | 0      | 60 000 dollars  |
| 51e      | 0      | 60 000 dollars  |
| 52e      | 0      | 50 000 dollars  |
| 53e      | 0      | 50 000 dollars  |
| 54e      | 0      | 50 000 dollars  |

| Position | Points | Gain              |
| 1er      | 32     | 3 000 000 dollars |
| 2e       | 24     | 1 500 000 dollars |
| 3e       | 16     | 500 000 dollars   |
| 4e       | 12     | 0 dollar          |
| 5e       | 8      | 0 dollar          |
| 6e       | 4      | 0 dollar          |
| 7e       | 2      | 0 dollar          |
| 8e       | 1      | 0 dollar          |
| 9e       | 0      | 0 dollar          |
| 10e      | 0      | 0 dollar          |
| 11e      | 0      | 0 dollar          |
| 12e      | 0      | 0 dollar          |

### Classement des golfeurs
| Pos. | Golfeur               | MAY | TUC | ORL | ADE | SIN | TUL | WAS | AND | LON | GRE | BED | CHI | JED | Points | Gain individuel | Gain par équipes | Bonus        | Total des gains |
| 1    | Talor Gooch           | 14e | 14e | 18e | 1er | 1er | 36e | 15e | 1er | 22e | 11e | 15e | 7e  | 2e  | 192    | 17 392 887 $    | 2 156 250 $      | 18 000 000 $ | 37 549 137 $    |
| 2    | Cameron Smith (c)     | 6e  | 26e | 29e | 4e  | 7e  | 2e  | 11e | 12e | 1er | 35e | 1er | 40e | 25e | 170    | 14 014 917 $    | 1 125 000 $      | 8 000 000 $  | 23 139 917 $    |
| 3    | Brooks Koepka (c)     | 31e | 29e | 1er | 19e | 3e  | 6e  | 14e | 3e  | 17e | 41e | 38e | 26e | 1er | 152    | 13 436 083 $    | 375 000 $        | 4 000 000 $  | 17 811 083 $    |
| 4    | Bryson DeChambeau (c) | 24e | 44e | 16e | 28e | 22e | 7e  | 10e | 2e  | 13e | 1er | 18e | 1er | 16e | 149    | 13 234 261 $    | 2 250 000 $      | 0 $          | 15 484 261 $    |
| 5    | Dustin Johnson (c)    | 37e | 13e | 7e  | 10e | 25e | 1er | 27e | 9e  | 5e  | 32e | 14e | 10e | 6e  | 125    | 8 745 887 $     | 2 781 250 $      | 0 $          | 11 527 137 $    |